# Karl Meissner
Karl Wilhelm Meissner (Reutlingen, 15 dicembre 1891 – Oceano Atlantico, 13 aprile 1959) è stato un fisico tedesco.
Professore di fisica a Francoforte sul Meno dal 1925 al 1937, si specializzò negli studi allora all'avanguardia sulla spettroscopia iperfine. Studiò l'effetto Stark sul neon e vari altri problemi di fisica atomica.
Nel 1938, a seguito delle persecuzioni razziali in Germania, si rifugiò negli Stati Uniti. Dal 1941, in forza alla Purdue University di Lafayette, nell'Indiana, continuò i suoi studi sulla spettroscopia.
Il 13 aprile del 1959, di ritorno da un viaggio in Europa, morì a bordo della nave

## Ricerche e lavori
- K. W. Meissner e K. F. Luft, Annalen der Physik vol.28 p. 667 (1937)
- Karl Wilhlem Meissner Application of Atomic Beams in Spectroscopy, Rev. Mod. Phys.  vol.14 p. 68-78 (1942). Purdue University, Lafayette, Indiana
- K. W. Meissner, L. G. Mundie, e P. H. Stelson Structure of the 2D Terms of the Arc Spectrum of Lithium, Phys. Rev. vol.74 (8) p. 932-938 (1948). Purdue University, Lafayette, Indiana. (giugno 1948)
- G. V. Deverall, K. W. Meissner, e G. J. Zissis Hyperfine Structures of the Resonance Lines of Indium (In115), Phys. Rev. vol.91 (2) p. 297-299 (1953). Purdue University, West Lafayette, Indiana. (aprile 1953)
- K. W. Meissner e V. Kaufman, Calcium atomic beam source and interference beyond two-meter retardation, J. Opt. Soc. Am. vol.49 p. 942- (1959)

| Controllo di autorità | VIAF (EN) 170632890 · ISNI (EN) 0000 0000 8224 7306 · LCCN (EN) n87127633 · GND (DE) 116870443 · BNE (ES) XX1759645 (data) · J9U (EN, HE) 987007412965305171 · CONOR.SI (SL) 271669091 |